# الفعج
مدينة الفعج هي عبارة عن تجمع سكاني داخل مساحة جغرافية مقدارها 6 ستة كيلو متر مربع تقريبا. وهي عبارة عن منطقة سهليه مسطحه زراعية تقع في جمهورية السودان ولاية الجزيرة محلية ام القري. تبعد عن النيل الأزرق مسافة سبعة كيلومترا ت مربعة. وعن مدينة ود مدني أربعة عشرة كيلومترا. كما تبعد عن طرق الخرطوم مدني الشرقي سبعة كيلو متر.
وتعتبر أراضي الفعج ملكا للعائلات التي تسكن بها. يبلغ عدد سكانها (10000) نسمه تقريبا. تتميز مبانيها بطابعها البسيط.وبها مؤسسات عامة تدير شؤون المدينة أهمها. الكهرباء وشبكة 
المياه ومستشفى الفعج البشير التخصصي والذي يخدم الفعج وماجورها من قرى.واثين مختبر طبي واثينن صيدلية طبية بشرية والمدارس الابتدائية ورياض الأطفال والمدارس الثانوية والتعليم الجامعي كا كلية الفعج التقنية والتي تتبع لجامعة السودان التقنية. وكلية تنمية المجتمع والموارد البشرية فرع الفعج البشير والتي تتبع لجامعة الجزيرة.وخمسة مساجد وساحة مصلى العيد وخلوة الفكي أحمد لتعليم القرآن الكريم وخلوة الشيخ مصطفى محمد خير لتعليم القرآن الكريم.وبها مقابر لدفن الموتى. كذلك اهتم اهلها بالرياضة منذ زمن بعيد. بها اثنين فريق كرة القدم درجة اولى. ونادي اجتماعي وثقافي. . وتتميز بالجمعيات التعاونية والروابط الطلابية وشبكات الهاتف الجوال.ويربطها طريق شبه دآيم بمدينة ود مدني. 
```
وتتميز الفعج على مجموعة من الحقول والأراضي الزراعية التي تنتج المحاصيل الزراعية النقدية والخضروات بأنواعها المختلفة. يعمل سكانها بالزراعة وتربية المواشي والتجارة بمدينة الخرطوم ومدينة ودمدني المجاورة لها ومعظم مدن السودان.ويعمل بعض أبناؤها بالتدريس.والأمن والشرطة والجيش والطب والهندسة والصيدلة والبناء.والدعوة والإرشاد الديني.وبعض منهم هاجر خارج السودان بدول الخليج ومصر وأوروبا وأمريكا. 
```

تعد العلاقات الاجتماعية بين سكانها من الروابط المهمة والتي تربطهم مع بعضهم البعض في العديد من المناسبات الاجتماعية كالفراح والاتراح. 
```
يرطبة أهل الفعج بالعادات والتقاليد المتوارثة ويسعون للمحافظة عليها من كرم وشجاعة وانفة وعزت نفس. وإغاثة الملهوف والوفاء بالعهد
```

كما يهتم ابناؤها بمؤرثاتهم كالمطاحن الهوائية والابار الجوفية القديمة والحفاير التي كانت تخنزن فيها مياه الأمطار. وتعليم الكبار القراءة والكتابة.ومحو الاميه التقنية كاتعليم الكمبيوتر والانترنت.
ري
 المدون الهادي عثمان الهادى عبد الله

## تاريخ المنطقة
يرجع قيامها في الفترة المهدبة على يد جدهم الشيخ حمدالله الشفيع مؤسس بها جميع الخدمات التي توفر لاصحاب المنطقة حياة مدنيه كريمه بها عدد كبير من الأعراق وقبائل مختلفه وان كان اقلبها قبائل البطاحين الدواحيه والرجعلين والمسلمين والاحامدة والجعافرة والرفاعيين بها أكثر من 10لف نسمه
{ أول عمده كان من الفعج البشير هو (البشير نبق....واول من نادي بالتعليم بالمنطقة هو (فضل السيد المكي سليمان) وكان في ذلك الوقت شابا وكان الرئيس إسماعيل الازهري ذاهبا في زياره لمدينة القضارف وكان طريقه ياتي في ذلك الزمن بين الفعج البشير والفعج حمدالله واجتموا له في الطريق ووقف معهم وحياهم وقام ذلك الشاب وطلب منه ان يدعم المنطقة بالتعليم وقال في كلمته (والله الجواب الا نقراه عند ناس أبو حراز ولا رفاعه.......واول قاري للجرائد في الفعج البشير هو (الاستاذ عبد السلام المامون) وكان من ابرز المثقفين وكان محاميا ماهرا...ومن اوائل الاسلامين (الكيزان) هو الفكي احمد محمد ابرهيم وكانت تسمي الميثاق الإسلامي.....اما من الشباب الاوائل مع الاخوان 1/ عثمان سعيد (ابلمبه) 2/ عبد الرحمن عبد الله (ابرنقه) وبعد الإنقاذ دخل الكثير من الشيوخ والشباب وأول من مثل في حكومة مايو في الاتحاد الاشتراكي هو (يوسف الخضر عباس)(الزنكلوني)واول من ترشح في كتائب مايو هو (عبد الرحمن عباس تاتاي) ومن اوائل المعلمين في الفعج 1/ الاستاذ محمد بابكر الكتيابي 2/ الاستاذ عبد القادر احمد 3/ الاستاذ محمد عثمان بابكر كيلا 4/الاستاذ عمرالمبارك سليمان
ومن اوائل المعلمات: هدى محمد الفكي عبد الماجد ومنى بابكر الفكي الحسين ورشيدة الصديق البشير وأول مشرفة على رياض الأطفال بت المنى حاج عبد القادر ومن اوائل العساكر (قسم الله ود شنقلي) وأول من قاد عربه بص في القرية هو (الفكي بابكر الفكي الحسين) ومن اوائل من قاموا بتدريس القران 1/ الفكي الحسين ود فضل الله 2/ خلوة الفكي الحسين ودالزين والي الآن مستمره في التدريس

### الحرفة
```
المهن الرئسيه لمواطنى المنطقة التجارة والزراعة وبها عدد وافر من المثقفين وطلاب العلم
```

### الخدمات التعليمية والصحيه
تحتوي القرية علي عدد من المدارس الاساسية والثانوية ورياض الأطفال كما تحتوي علي علي كلية الفعج التقنية ومستشفي الفعج البشير وكلية جامعية تابعه ل جامعة الجزيرة

### المرافق الدينية والتربوية
تحتوي المنطقة علي مجموعة من الخلوي ودور تحفيظ القران الكريم وتوجد بها مجموعة من المساجد